# 道後鉄道
道後鉄道（どうごてつどう）は、かつて愛媛県に存在した鉄道会社。松山市内と道後温泉を結ぶ路線を開業し、まもなく伊予鉄道へ合併された。

## 概要
1888年（明治21年）の伊予鉄道開業にて、三津浜港から松山市内への旅客輸送の便が図られるようになったが、それでもなお道後温泉までは別の手段で出向く必要があった。また、折から軽便鉄道敷設が流行しだした時代でもあり、伊佐庭如矢などの道後関連有力者によって、主として道後温泉への温泉浴客を輸送する目的で、1893年（明治26年）道後鉄道が設立された。その後1894年（明治27年）に鉄道免許状が下付され、1895年（明治28年）、一番町－道後間ならびに道後－三津口間を762mm軌間で開業した。
その後は乗客は順調だったものの、営業成績は芳しくなかったようで、主立った株主が大阪資本になった後、1896年（明治29年）第七十九銀行頭取の古畑寅造が社長に就任した。その後古畑は南予鉄道の社長にも就任したのち、伊予鉄道の当時の監査役であった井上要の音頭により、伊予鉄道と道後鉄道・南予鉄道の3社が合併することとなった。
結果として道後鉄道は、1900年（明治33年）に開業からわずか5年で伊予鉄道に吸収合併され、路線は同社の道後線となった。その後、競合路線であった松山電気軌道までも伊予鉄道と合併したことや、城北線の開業により大半の区間が廃止され、現在では一部区間が城北線として残存するのみに留まっている。廃止区間の一部区間は生活道路となっているところもある。

## 歴史
- 1893年（明治26年）9月14日：会社設立。
- 1894年（明治27年）1月24日：鉄道免許状下付[3]。
- 1895年（明治28年）8月22日：松山駅（後の一番町駅） - 道後駅 - 古町駅間開業[7]。
- 1896年（明治29年）11月1日：古畑寅造が社長就任[8]。
- 1900年（明治33年）5月1日：伊予鉄道と合併[9][10]。路線は同社の道後線となる。松山駅を一番町駅に改称。
- 1911年（明治44年）
  - 8月8日：道後線全線の軌間を762mmから1067mmに改軌、電化。
  - 11月16日：千秋寺前駅・三津口駅開業[11]。
- 1912年（明治45年）8月10日：御宝町駅開業[11]。
- 1926年（大正2年）3月25日：一万駅開業[11]。
- 1926年（大正15年）5月2日：一番町駅 - 道後駅間廃止。
- 1927年（昭和2年）4月3日：道後駅 - 木屋町駅間を廃止。木屋町駅 - 古町駅間を城北線に編入。

## 駅一覧
松山駅 - 御宝町駅* - 一万駅* - 道後駅 - 千秋寺前駅* - 木屋町駅 - 三津口駅* - 古町駅
- *印は伊予鉄道合併後に開業。
- 松山駅は、伊予鉄道合併後は一番町駅を称した。

## 輸送・収支実績
| 年度           | 乗客（人） | 貨物量（斤） | 総益金（円） | 総損金（円） | 差引純益金（円） |
| -------------- | ---------- | ------------ | ------------ | ------------ | ---------------- |
| 明治28年下半期 | 270,494    | 69,346       | 4,020.419    | 3,461.323    | 559.096          |
| 明治29年上半期 | 353,661    | 143,374      | 5,289.848    | 4,529.504    | 760.344          |
| 明治29年下半期 | 388,561    | 165,417      | 5,940.825    | 4,023.104    | 1,917.721        |
| 明治30年上半期 | 356,441    | 131,316      | 6,162.700    | 3,745.281    | 2,417.419        |
| 明治30年下半期 | 332,365    | 193,566      | 5,713.047    | 3,925.400    | 1,787.647        |
| 明治31年上半期 | 329,057    | 151,477      | 6,463.831    | 4,058.231    | 2,405.600        |
| 明治31年下半期 | 275,267    | 186,359      | 5,945.654    | 4,655.241    | 1,290.413        |
| 明治32年上半期 | 328,314    | 206,489      | 6,966.212    | 4,501.211    | 2,465.001        |
| 明治32年下半期 | 349,120    | 207,698      | 7,229.374    | 4,336.023    | 2,893.351        |
| 明治33年上半期 | 239,823    | 136,130      | 5,082.364    | 3,807.697    | 1,274.667        |

- 『我社の三十年』より

## 車両

### 車両数の推移
| 年度 | 機関車 | 客車 | 貨車 |
| ---- | ------ | ---- | ---- |
| 1896 | 2      | 6    | 2    |
| 1897 | 2      | 6    | 2    |
| 1898 | 2      | 9    | 2    |
| 1899 | 2      | 9    | 2    |
| 1900 | 2      | 9    | 2    |

- 「私設鉄道現況累年表」『鉄道局年報』明治38年度（国立国会図書館デジタルコレクション）より